# Cmentarz Żołnierzy Armii Czerwonej w Siedlcach
Cmentarz Żołnierzy Armii Czerwonej – zabytkowy cmentarz wojenny w Siedlcach. Znajduje się w dzielnicy Roskosz na ul. Pamięci Ofiar II Wojny Światowej (dawniej ul. Armii Czerwonej, według niektórych źródeł na ul. Podsekulskiej). Pochowani zostali na nim żołnierze Armii Czerwonej. Na cmentarzu zlokalizowanych jest 258 mogił zbiorowych, w których pochowanych jest 5 354 żołnierzy. Łącznie na cmentarzu znajdują się prochy ok. 25 000 jeńców różnych narodowości.
W centralnej części cmentarza stoi kamienny monument z tablicą inskrypcyjną, na której widnieje napis: ,,Bohaterskim żołnierzom Armii Radzieckiej, wyzwolicielom Polski, poległym w walce z hitlerowskim okupantem, wdzięczni mieszkańcy powiatów siedleckiego, sokołowskiego i węgrowskiego".

## Historia
Pierwotnie był to cmentarz prawosławny, utworzony w XIX w. przy koszarach rosyjskiego wojska. W czasie II wojny światowej, rozpoczęto na nim pochówek zamordowanych i zmarłych z głodu, zimna i chorób jeńców sowieckich z niemieckiego obozu jenieckiego Stalag 366.
Po zakończeniu wojny, złożono tutaj także ciała ekshumowanych żołnierzy radzieckich, którzy zginęli podczas bitwy o Siedlce w lipcu 1944 r. oraz okolicznych walkach na terenie powiat siedleckiego.

## Galeria

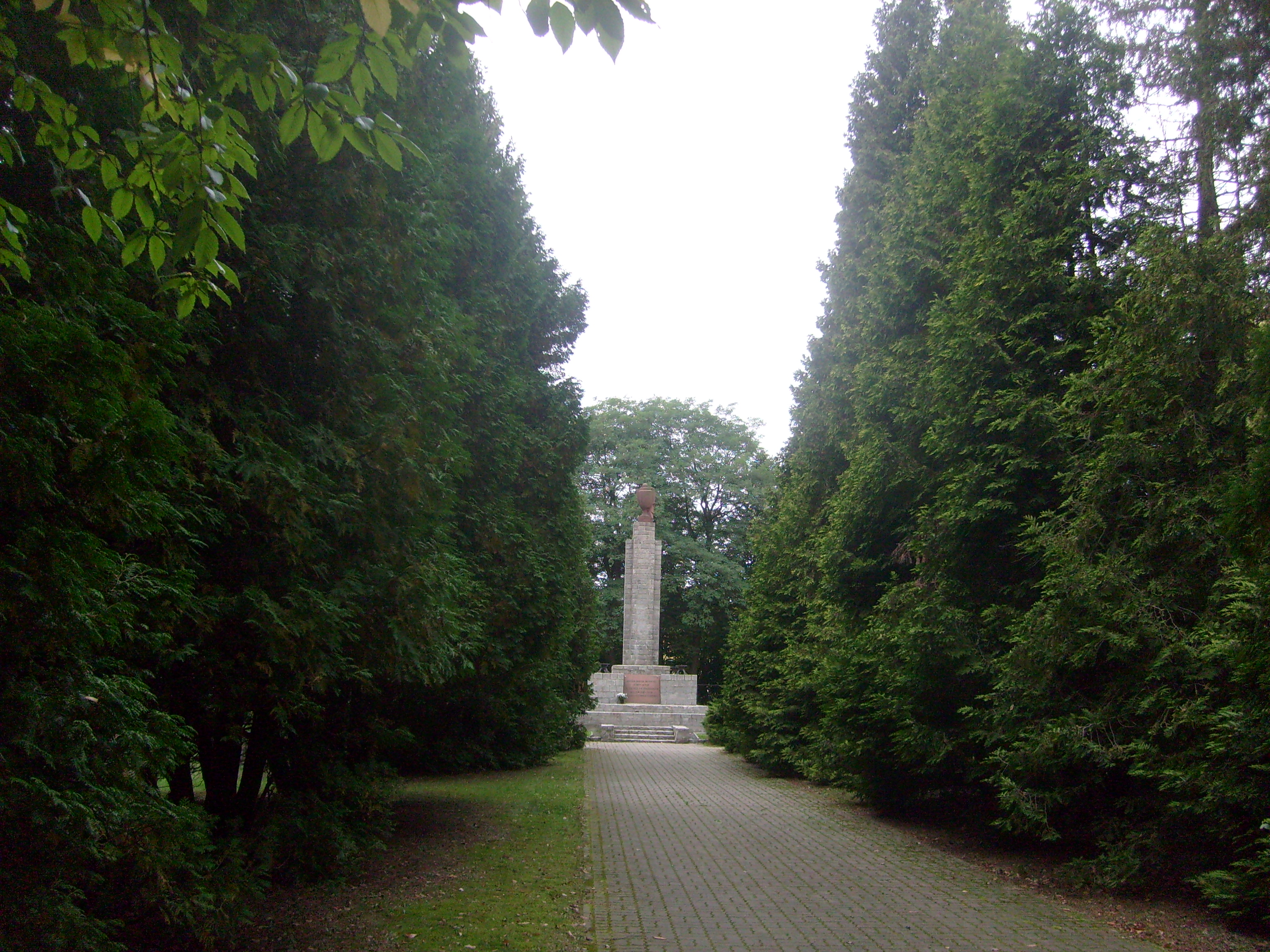
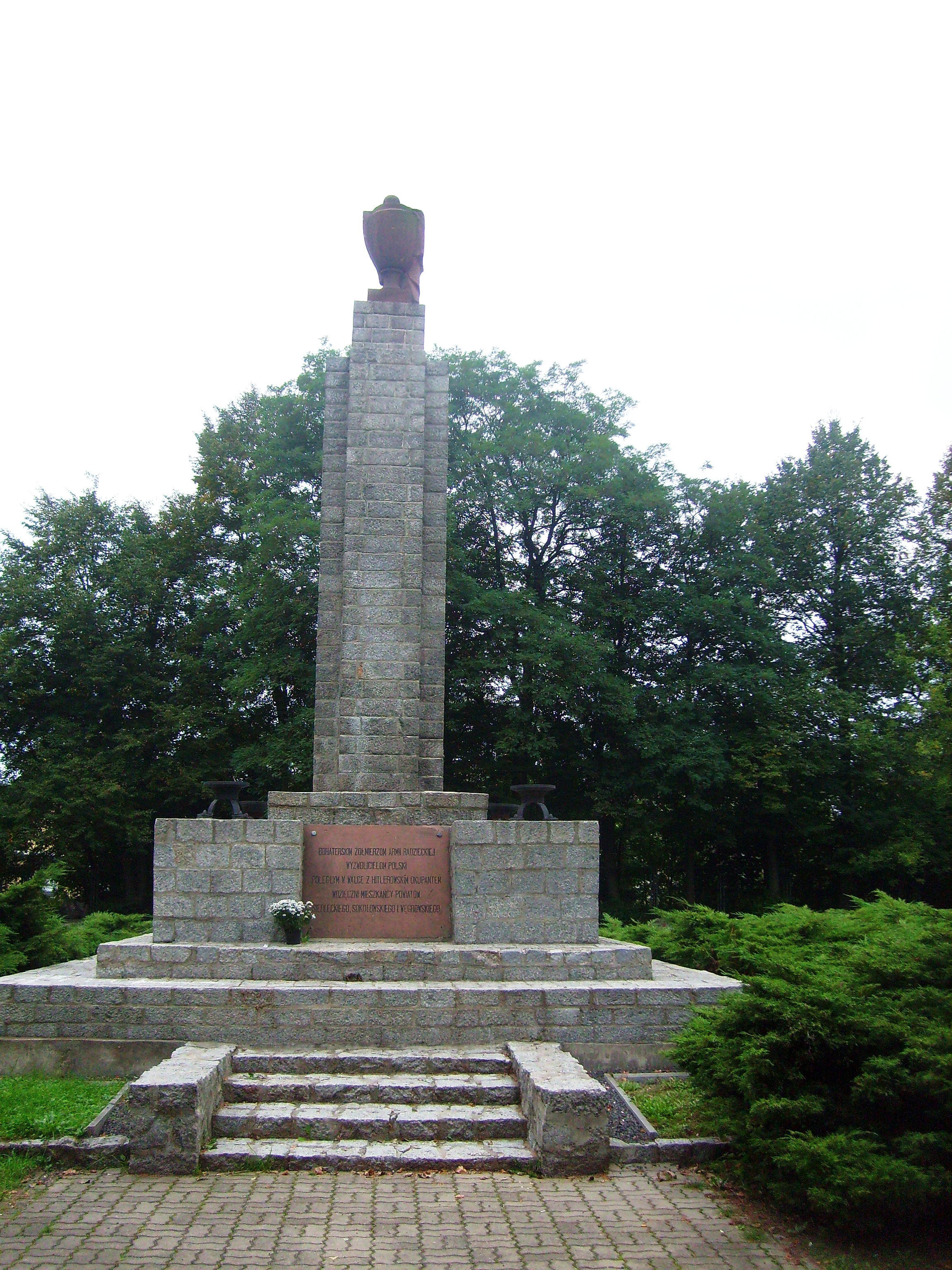
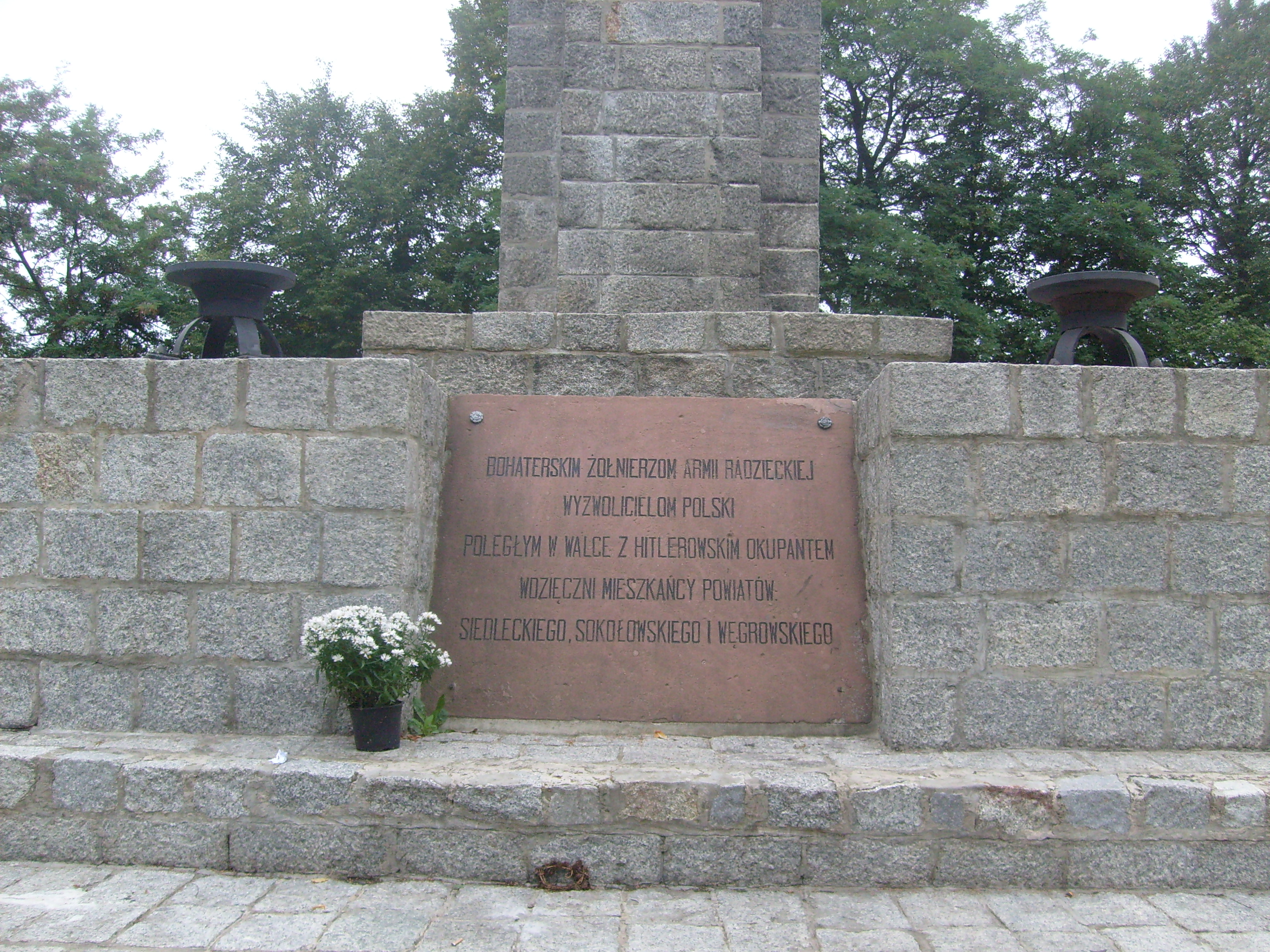
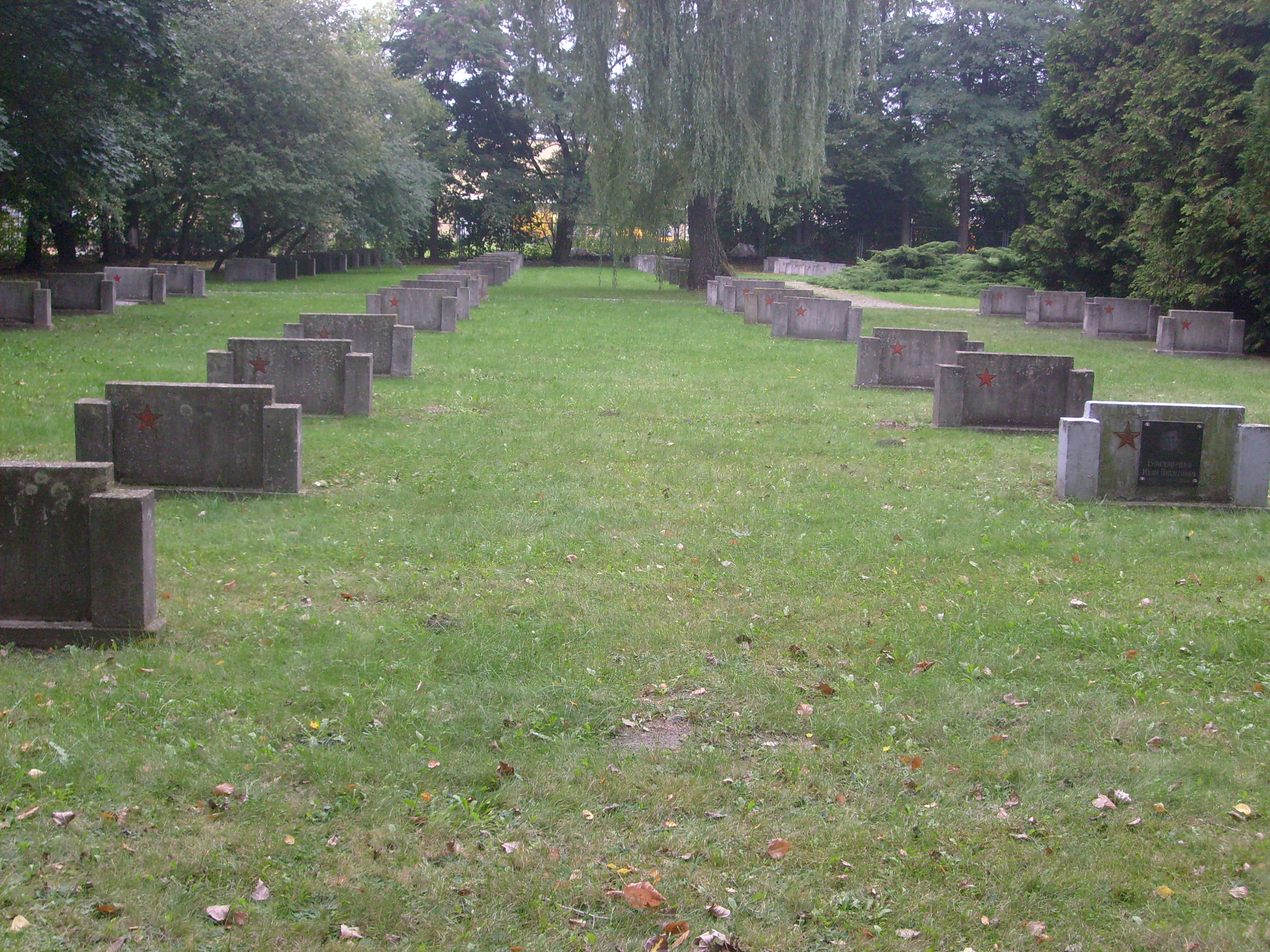
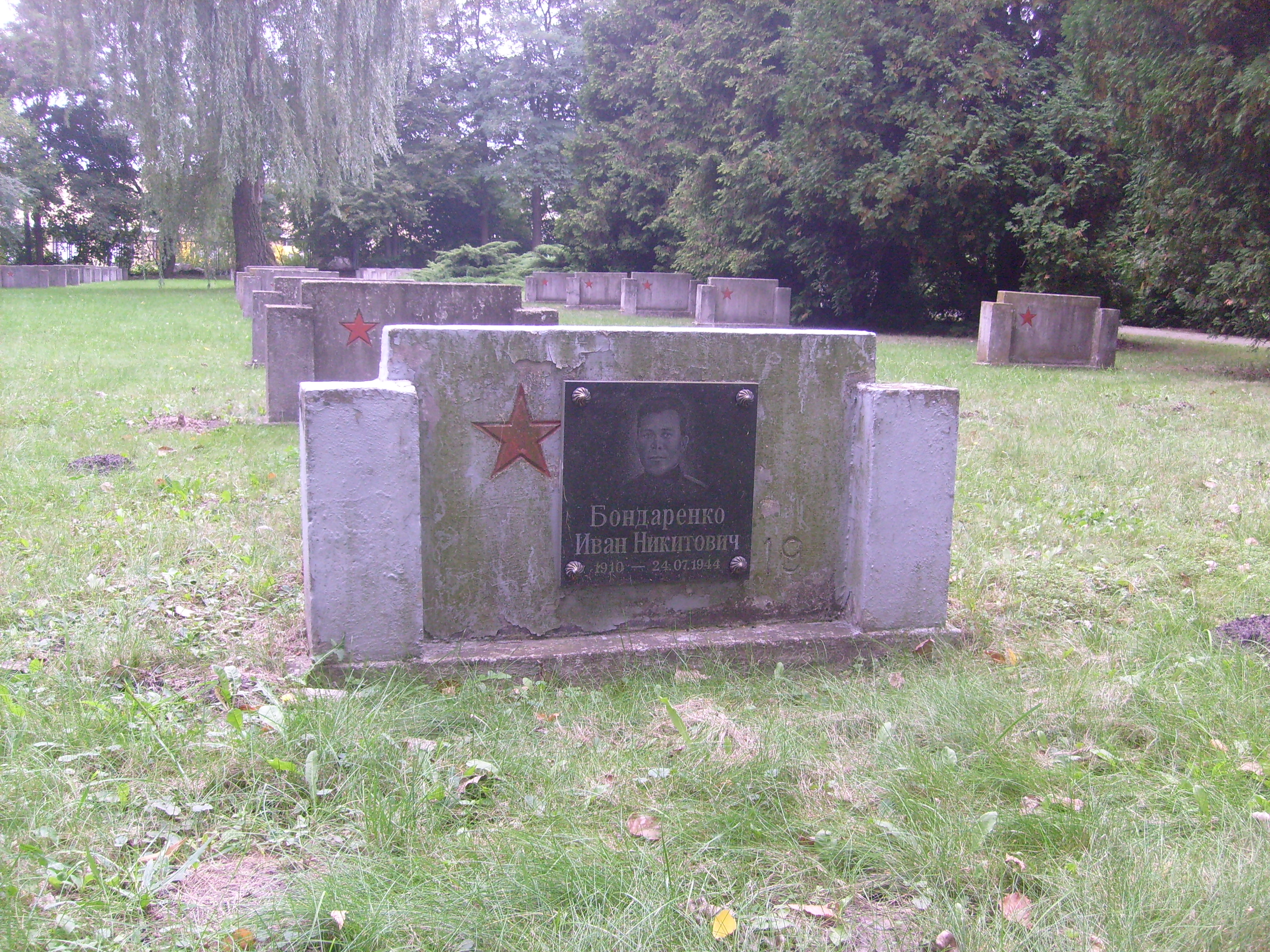
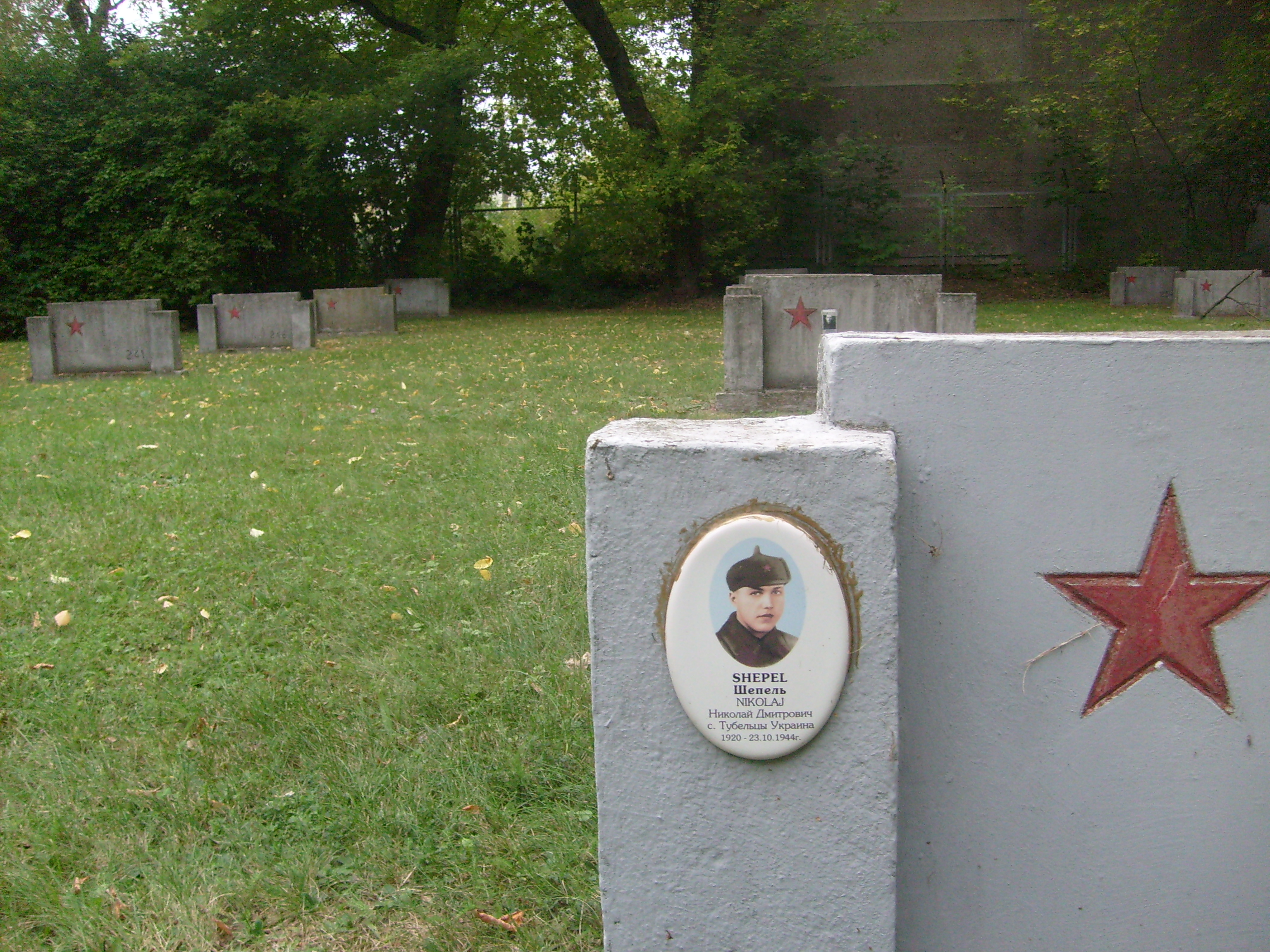
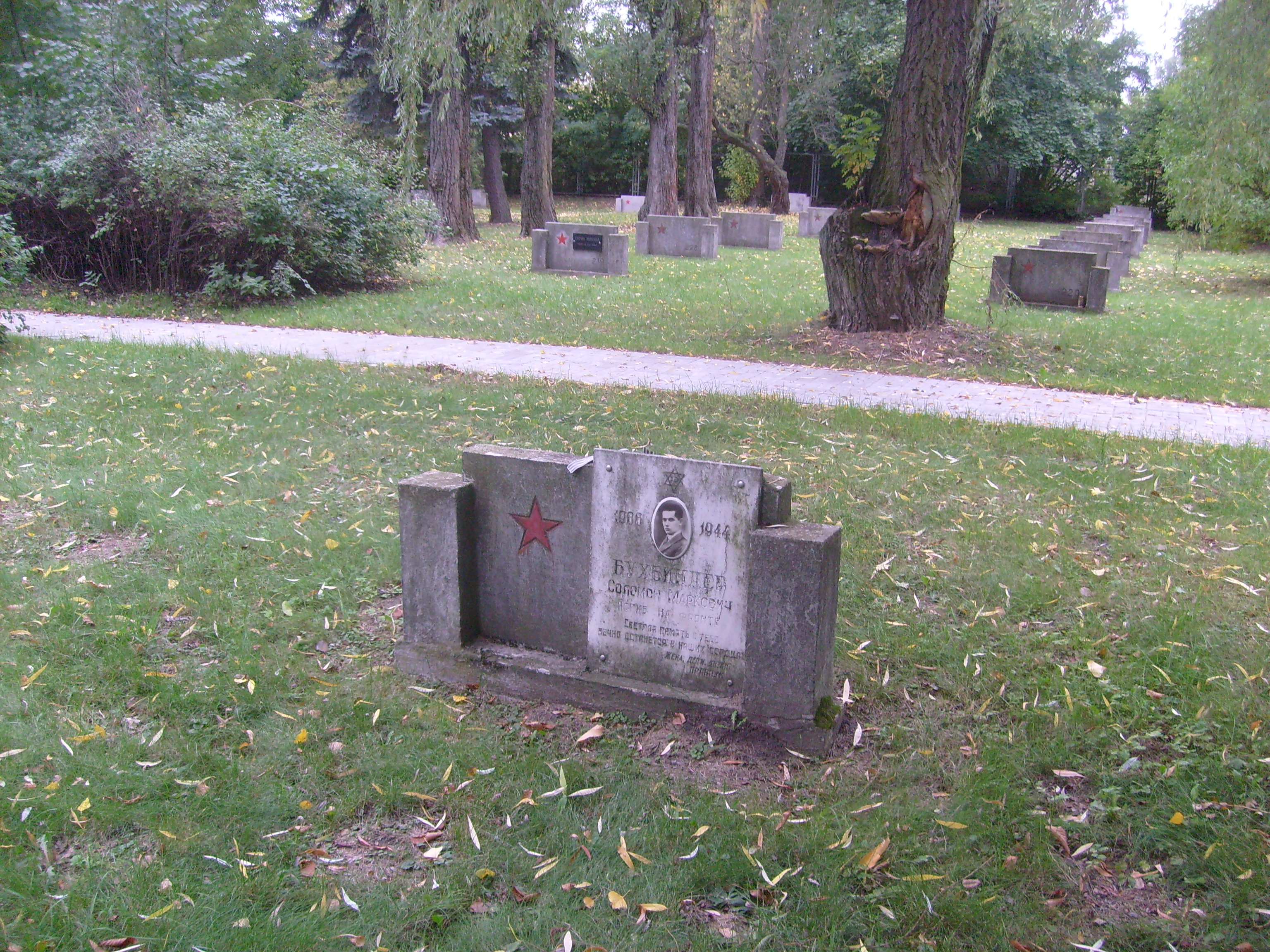
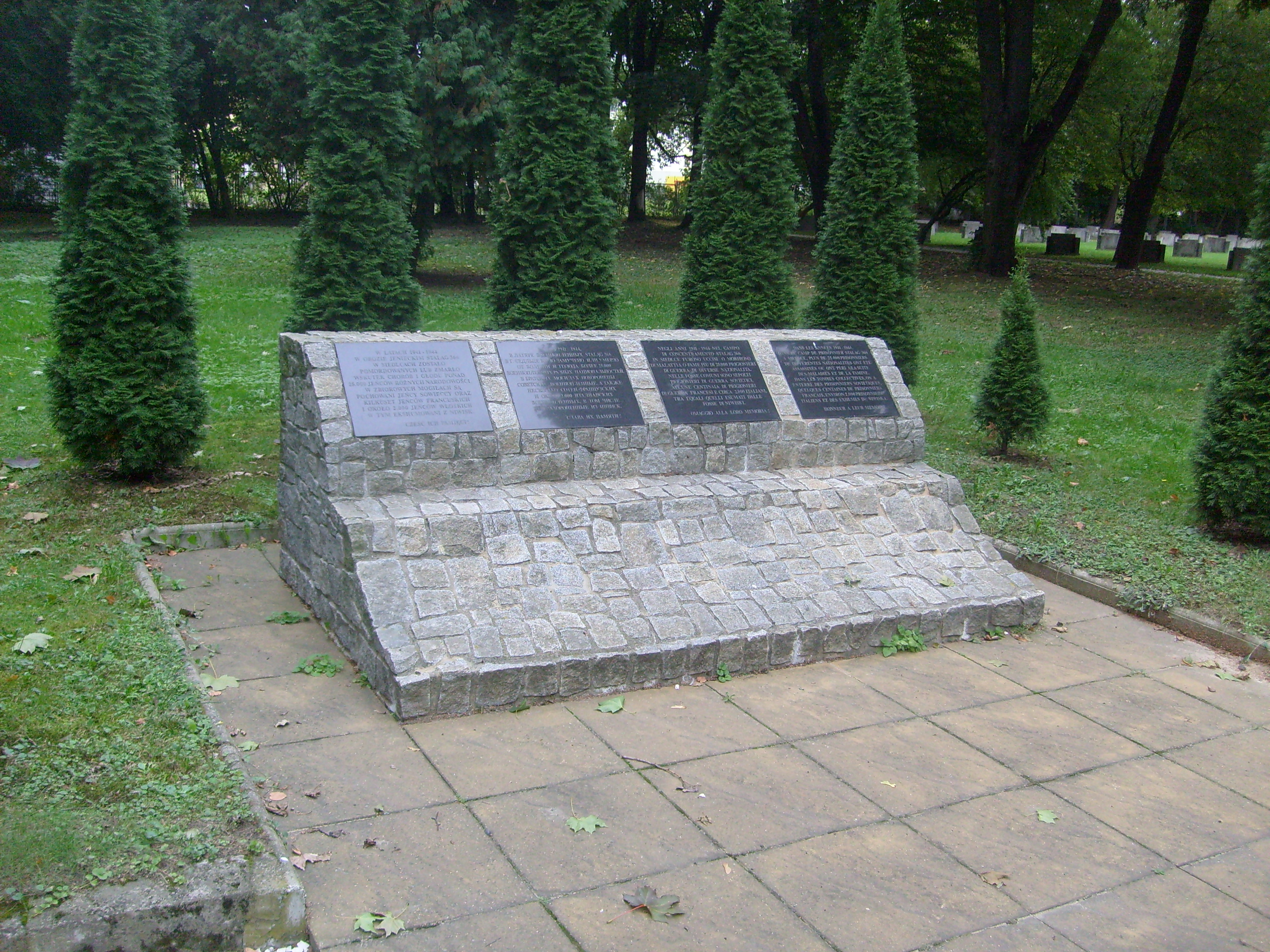
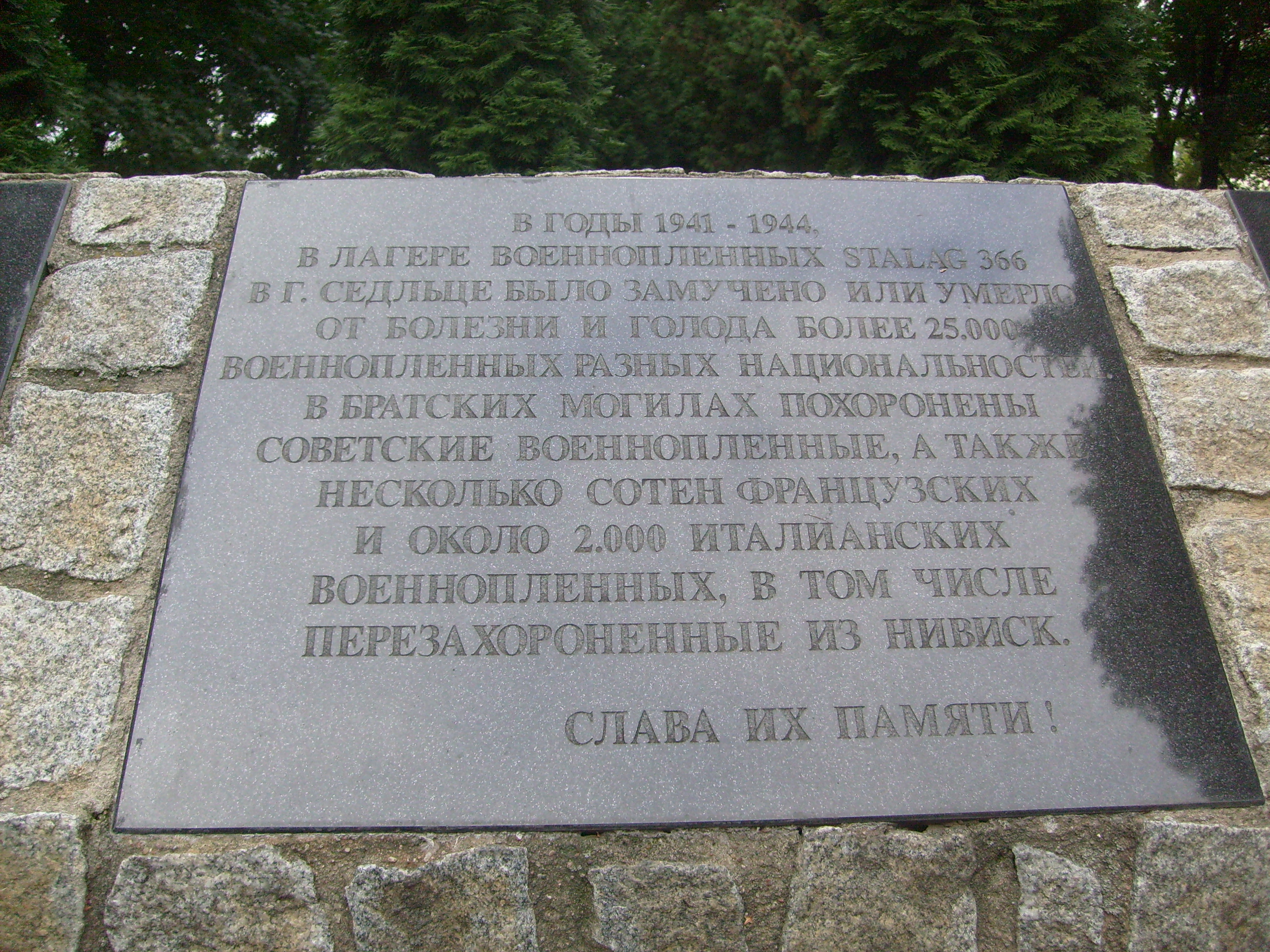